# Billionaire (Lied)
Billionaire ist ein Popsong von Travie McCoy aus dem Jahr 2010. Er wurde von Bruno Mars, Philip Lawrence und Ari Levine geschrieben und von The Smeezingtons produziert. Das Stück wurde aus McCoys erstem Soloalbum Lazarus als Single ausgekoppelt.

## Hintergrund
Der Song handelt davon, was McCoy und Mars vorhätten, wenn sie Milliardäre wären. Sie sähen sich auf dem Cover des Forbes Magazines, neben Oprah Winfrey und Queen Elizabeth, würden eine eigene Fernsehshow moderieren und viele Kinder adoptieren. Genauso würden sie den Flutopfern des Hurrikan Katrina helfen. Der Refrain fiel Bruno Mars in London ein, als er nur wenig Geld für elf Tage Aufenthalt zur Verfügung hatte. Die Single wurde ein weltweiter Erfolg.
Die offizielle Remixversion zu Billionaire wurde am 14. Juni 2010 veröffentlicht.
Bruno Mars, T-Pain und Gucci Mane waren an dieser Version beteiligt.

## Musikvideo
Das Musikvideo wurde in Los Angeles gedreht und hatte seine Premiere am 6. Mai 2010 bei MTV. Pete Wentz (Fall Out Boy) hat einen Cameo-Auftritt als Vespa-Fahrer. Das Video zeigt die Musiker bei einer sommerlichen Tour in einem Cabrio, die in einem nächtlichen Live-Auftritt am Strand endet.

## Rezeption
Der Kritiker Bill Lamb gab Billionaire 4 von 5 Sternen und schrieb:
Der Song Billionaire besteht aus einer beschwingten Reggae-Melodie … Die meisten der Hörer McCoys werden hiervon sofort angezogen. Bruno Mars trägt mit seiner Rolle als Sänger ebenso so eingängig bei wie beim Nummer-eins-Pop-Hit Nothin' on You von B.o.B. bei. Dies wird einer der Pop-Hits des Sommers 2010 werden.

## Kommerzieller Erfolg

### Chartplatzierungen
| ChartsChartplatzierungen       | Höchstplatzierung | Wochen |
| ------------------------------ | ----------------- | ------ |
| Deutschland (GfK)              | 16 (20 Wo.)       | 20     |
| Österreich (Ö3)                | 11 (15 Wo.)       | 15     |
| Schweiz (IFPI)                 | 14 (18 Wo.)       | 18     |
| Vereinigte Staaten (Billboard) | 4 (27 Wo.)        | 27     |
| Vereinigtes Königreich (OCC)   | 3 (32 Wo.)        | 32     |

| ChartsJahrescharts (2010)      | Platzierung |
| ------------------------------ | ----------- |
| Vereinigte Staaten (Billboard) | 23          |
| Vereinigtes Königreich (OCC)   | 23          |

### Auszeichnungen für Musikverkäufe
| Land/Region                  | Auszeichnungen für Musikverkäufe (Land/Region, Auszeichnung, Verkäufe) | Verkäufe  |
| ---------------------------- | ---------------------------------------------------------------------- | --------- |
| Australien (ARIA)            | 2× Platin                                                              | 140.000   |
| Dänemark (IFPI)              | Platin                                                                 | 90.000    |
| Kanada (MC)                  | 2× Platin                                                              | 160.000   |
| Neuseeland (RMNZ)            | 3× Platin                                                              | 90.000    |
| Spanien (Promusicae)         | Gold                                                                   | 30.000    |
| Südkorea (KMCA)              | —                                                                      | 71.827    |
| Vereinigte Staaten (RIAA)    | 4× Platin                                                              | 4.000.000 |
| Vereinigtes Königreich (BPI) | 2× Platin                                                              | 1.200.000 |
| Insgesamt                    | 1× Gold · 14× Platin ·                                                 | 5.781.827 |

Hauptartikel: Bruno Mars/Auszeichnungen für Musikverkäufe